# Maceira (Torres Vedras)
Maceira ist ein Ort und eine ehemalige Gemeinde in Mittel-Portugal. Regional bekannt sind die Seebäder, aber auch die Thermalbäder von Santa Isabel und der hiesige Flussstrand am Rio Ramalhal. Insbesondere die Strände am Gemeindeort Porto Novo werden von Sommerurlaubern besucht.

## Geschichte
Funde belegen eine vorgeschichtliche Besiedlung, darunter seit der Jungsteinzeit bis etwa zur Ankunft der Römer genutzte Grabhöhlen.
König D. Diniz weihte hier 1308 mit seinem Hofstaat eine Kapelle ein, von der heute jedoch keine Überreste mehr zu sehen sind.
Nach anhaltenden Piratenangriffen ließ König D. Afonso VI. 1662 den Ort befestigen. Von dieser Festung sind heute keine Spuren mehr zu sehen.
Die unabhängige Gemeinde Maceira entstand erst 1997, durch Ausgliederung aus der Gemeinde A dos Cunhados. Im Zuge der umfangreichen Sparmaßnahmen nach der Eurokrise ab 2010 wurde in Portugal 2013 auch eine Gemeindereform durchgeführt. Die Gemeinde Maceira wurde dabei wieder mit A dos Cunhados zusammengefasst, zu einer neuen Gesamtgemeinde.

## Verwaltung
Maceira war Sitz einer Gemeinde (Freguesia) im Kreis (Concelho) von Torres Vedras im Distrikt Lissabon. Die Gemeinde hatte 1946 Einwohner und eine Fläche von 8,39 km². (Stand 30. Juni 2011).
Folgende Ortschaften und Plätze gehörten zur Gemeinde:
| - Alto das Trepadeiras - Casal do Carrascal - Casal Alecrim - Casal Alto das Esteveiras - Casal Alto das Mós - Casal Amoreiras - Casal Betigal - Casal Carriço - Casal da Lagoa | - Casal das Portelas - Casal das Portelinhas - Casal do Cabeço do Forno - Casal do Pitagudo - Casal dos Cravos - Casal dos Polomes - Casal dos Salgados - Casal Fojo - Casal Mós | - Casal Portela Maceira - Casal Porto - Casal Varzinha - Maceira - Porto Novo - Porto Rio - Quinta da Piedade - Santa Rita |

Mit der Gebietsreform im September 2013 wurden die Gemeinden Maceira und A dos Cunhados zur neuen Gemeinde União das Freguesias de A dos Cunhados e Maceira zusammengeschlossen. A dos Cunhados wurde Sitz der Gemeinde, die Gemeindeverwaltung in Maceira blieb als Bürgerbüro der Gemeindeverwaltung A dos Cunhados bestehen.